# Tournon-sur-Rhône (tổng)
Tổng Tournon-sur-Rhône là một tổng của Pháp nằm ở tỉnh Ardèche trong vùng Auvergne-Rhône-Alpes.
Tổng này được tổ chức xung quanh Tournon-sur-Rhône ở quận Tournon-sur-Rhône. Độ cao biến thiên từ 105 m (Glun) đến 762 m (Colombier-le-Jeune) với độ cao trung bình là 309 m.

## Hành chính
| Giai đoạn | Ủy viên         | Đảng                  | Tư cách                                                     |
| --------- | --------------- | --------------------- | ----------------------------------------------------------- |
| 1988-2001 | Jean Pontier    | PRG                   | Thị trưởng Saint-Jean-de-Muzols sau đó là Tournon-sur-Rhône |
| 2001-2008 | Maurice Quinkal | Đảng cấp tiến cánh tả | PRG]]                                                       |
| 2008-2014 | Maurice Quinkal | Đảng cấp tiến cánh tả | PRG]]                                                       |

## Các đơn vị hành chính
Tổng Tournon-sur-Rhône bao gồm 17 xã với dân số 21 544 người (điều tra năm 1999, dân số không tính trùng).
| Xã                        | Dân số | Mã bưu chính | Mã insee |
| ------------------------- | ------ | ------------ | -------- |
| Arras-sur-Rhône           | 415    | 07370        | 07015    |
| Boucieu-le-Roi            | 259    | 07270        | 07040    |
| Cheminas                  | 226    | 07300        | 07063    |
| Colombier-le-Jeune        | 505    | 07270        | 07068    |
| Eclassan                  | 702    | 07370        | 07084    |
| Étables                   | 553    | 07300        | 07086    |
| Glun                      | 502    | 07300        | 07097    |
| Lemps                     | 572    | 07610        | 07140    |
| Mauves                    | 1 094  | 07300        | 07152    |
| Ozon                      | 314    | 07370        | 07169    |
| Plats                     | 509    | 07300        | 07177    |
| Saint-Barthélemy-le-Plain | 663    | 07300        | 07217    |
| Saint-Jean-de-Muzols      | 2 394  | 07300        | 07245    |
| Sarras                    | 1 829  | 07370        | 07308    |
| Sécheras                  | 308    | 07610        | 07312    |
| Tournon-sur-Rhône         | 9 946  | 07300        | 07324    |
| Vion                      | 753    | 07610        | 07345    |

## Thông tin nhân khẩu
| 1962                                                     | 1968   | 1975   | 1982   | 1990   | 1999   |
| -------------------------------------------------------- | ------ | ------ | ------ | ------ | ------ |
| 14 716                                                   | 16 432 | 17 460 | 18 725 | 20 389 | 21 544 |
| Nombre retenu à partir de 1962 : dân số không tính trùng |        |        |        |        |        |